# 冷却塔

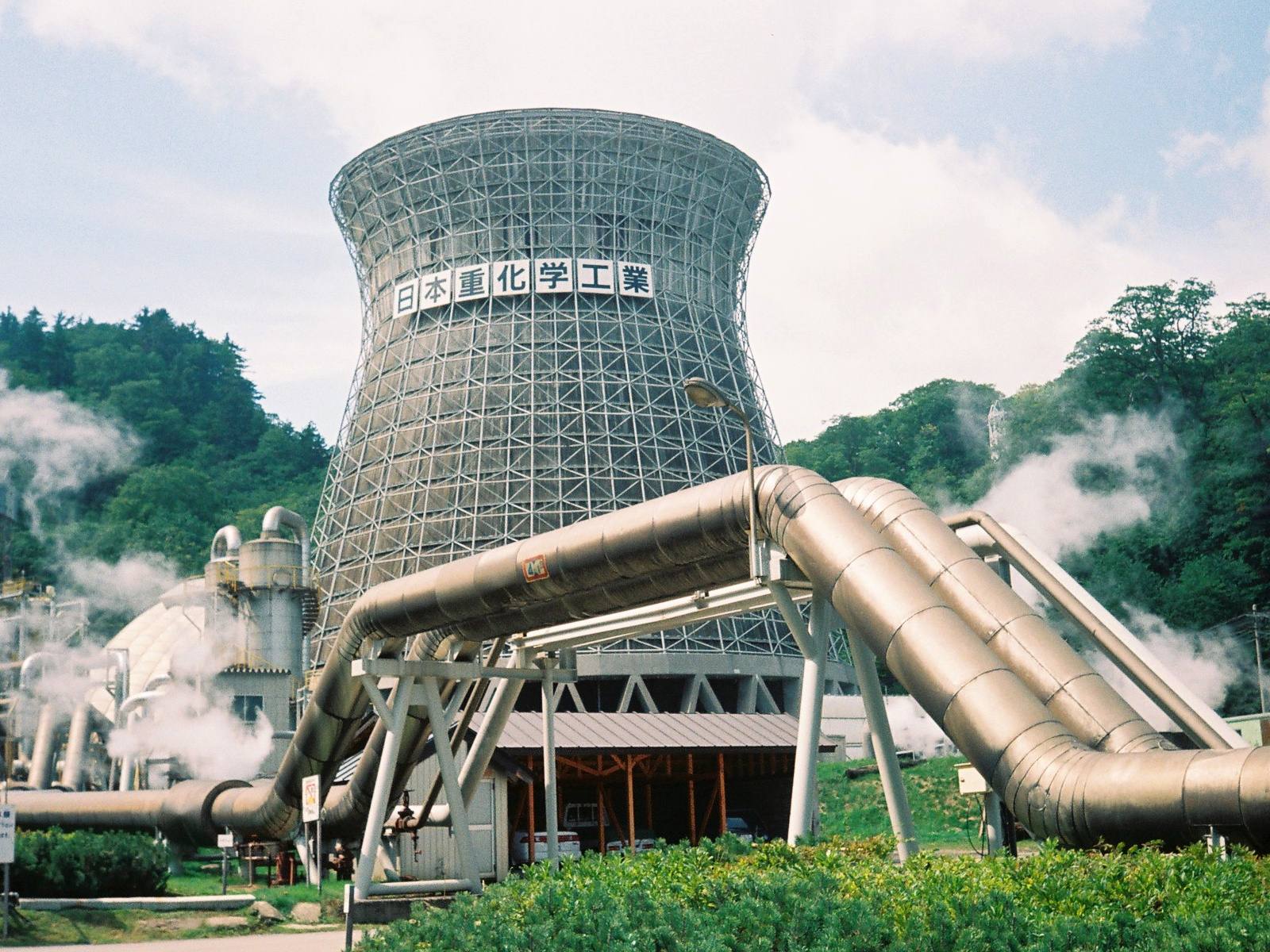
松川地熱発電所の冷却塔

冷却塔（れいきゃくとう、クーリングタワー、cooling tower）とは、水などの熱媒体を大気と直接または間接的に接触させて冷却する熱交換器の一種で特に屋外に設置するものをさす。また、加熱に使用するものを加熱塔と呼ぶ。
水の一部を蒸発させてその潜熱により冷却する原理であり、その伝熱量は、水の蒸発潜熱によるものが約80%、温度差（顕熱）によるものが約20%と言われる。原理的には外気温よりも低温（湿球温度近くまで）の水を得ることができ、空冷熱交換器よりも高い伝熱効率を得られることが特長である。

## 型式
冷水池冷水池(Cooling Pond)は、自然・人工湖沼の表面の蒸発のみを利用するものである。広大な面積が必要であるが、動力の消費は少ない。
噴水池噴水池 (Spray Pond) は、池の表面で上向きに水を噴霧して冷却するものである。強制通風式冷却塔の1000倍以上の設置面積が必要である。噴水としての装飾効果を兼ねて使用されることがある。
大気式冷却塔大気式冷却塔 (Atomospheric Cooling Tower) は、格子状の板を上下に重ね上部から水を落とし、横方向から自然通風で冷却するものである。冷却効率が悪く、強制通風式冷却塔の10倍以上の設置面積が必要である。ほとんど使用されることは無い。
自然通風冷却塔自然通風冷却塔 (Natural Draft Cooling Tower) は、巨大な煙突の下部に向流型の熱交換器を設け、空気の温度上昇による上昇気流（煙突効果）で通風し冷却するものである。煙突の高さが100mを超えるものも多い。運転経費が低いため、大気の湿度が低い地域の火力・原子力発電所、化学プラントなどで用いられる。自然の通気を促すため、双曲線形状である。
スプレイ塔スプレイ塔 (Spray Draft Cooling Tower) は、高圧水を噴霧して空気を誘引して冷却するものである。送風機・充填物が無く低騒音である。能力低下防止のため、ノズルの定期清掃が必要である。水温低下が少なくてよい場合に用いられる。
強制通風冷却塔強制通風冷却塔 (Forced Draft Cooling Tower) は、送風機で大気を強制的に通風させるものである。性能が安定し、設置面積が小さいため、一般に使用される。

## 分類

### 大気と熱媒体との接触方法による分類
開放型開放型は、その上部より水を落とし、大気と接触させて蒸発させることで、水を冷却するものである。以下の特徴がある。
- 冷却水そのものを直接的に蒸発させ、蒸発熱を逃がすので効率が良く、理論的には湿球温度まで低下させることが出来る。
- 本体の構造が簡単で故障が少ない。
- 大気中の粉塵・汚染物質で水が汚染され、さらに蒸発による濃縮があるため、定期的に一定量の水の入れ替え（ブローと給水）が必要である。
- 冷却水の中で藻類や原生動物が繁殖すると、これらに寄生する通性細胞内寄生性菌のレジオネラの繁殖環境を形成し、熱交換時に発生するエアロゾルによってレジオネラ症の感染源となることがある（在郷軍人病）。対策として、水の入れ換えや薬剤処理を行う設備とその維持管理が必要となる場合もある。

密閉型配管回路内に熱媒体を密閉し循環させて、場合により熱交換器へ散水することにより熱交換を行うものである。以下の特徴がある。
- 蒸発熱を利用できない分、効率は開放型に劣る。
- 大気中の粉塵・汚染物質による循環熱媒体の劣化が少ない。
- 外気温度が低い場合には、熱交換器内の水が凍結、膨張して配管の破損につながる可能性があるので、強制通水等の凍結防止措置をする必要がある。
- 不凍液などを利用した場合、ヒートポンプのための低温時の温熱源としての利用も可能である。

### 大気と熱媒体との流れの関係による分類
一般的な熱交換器と同様、流れの方向によって以下のように分類される。

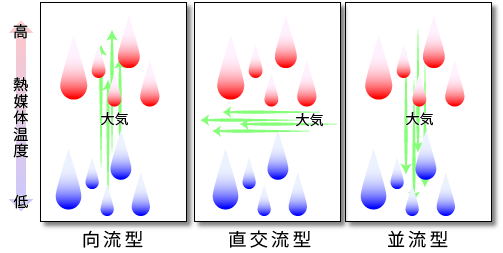
空冷式熱交換の分類

向流型大気と熱媒体が（一般には鉛直方向の）逆向きに対向するように流れるもので、効率が最も良いが設置に工夫が必要である。
直交流型大気と熱媒体が直交するように流れるもので、多数を並べて設置することが可能である。効率は向流型より悪くなる。
並流型大気と熱媒体が同じ向きに流れるもので効率が悪いためほとんど使用されない。
混合流型

## 理論

### 用語
冷却トン冷却能力を表す指標。1冷却トンは13 L/minの水量を標準的な温度条件（入口冷却水温度37℃、出口冷却水温度32℃、入口空気湿球温度27℃）で冷やすときの冷却熱量で定義され、1冷却トン = 約4.535 kWである。
レンジ、アプローチ一般的な熱交換器と同様の考えで、冷却塔に入る水温と出る水温の差をレンジ、冷却塔から出る水温と外気の湿球温度の差をアプローチという。

### 熱交換の基礎式
冷却塔の熱交換部では、エネルギ保存則より「水温低下により水が失う熱量」＝「蒸発潜熱を含む熱交換により空気が得る熱量」、すなわち
{\displaystyle \mathrm {d} Q=-Lc_{\mathrm {w} }\mathrm {d} t_{\mathrm {w} }=G\mathrm {d} h}
が成り立つ。ここで
- dQ ：熱交換部で交換される熱量 (W)
- L ：水量 (kg/s)
- cw ：水の比熱 (J/(kg K))
- tw ：水温 (℃)
- G ：空気量 (kg(DA)/s)
- h ：湿り空気のエンタルピ (J/kg(DA))

である。またこの熱量はニュートンの冷却の法則、フィックの法則およびルイスの関係をもちいることで、境膜のエンタルピーと空気のエンタルピーの差に比例すると考えることができる。
{\displaystyle \mathrm {d} Q=Ka(h_{\mathrm {s} }(t_{\mathrm {w} })-h)\mathrm {d} V}
ここで
- Ka ：エンタルピ基準総容積熱伝達率。以下の K, a を個別に測定することが困難であるため、実用上はまとめて一つの量であるかのように見なされる。Ka の単位は、kcal/(m3hΔh)[4]や、kW/(m3(kJ/kg(DA)))[3]などと書かれる。おおよそ 7–35 kW/(m2 Δh) の値をとる[5]。
  - K ：熱交換部のエンタルピ基準総括熱伝達率 (kg(DA)/(m2 s))
  - a ：熱交換部の単位体積あたりの水と空気の接触面積 (m-1)。水滴の表面と水膜の表面から構成される。
- V ：熱交換部の体積 (m3)
- hs(tw ) ：温度 tw における飽和蒸気のエンタルピ (J/kg(DA))。

である。
向流型の場合、dtw や dh などの微小量は流れの向きに沿った微分（dtw/dx 等）で置き換えられる。直交流型の場合は、水の流れの向きをx軸、空気の流れの向きをy軸などと置き、次式に書き換えられる。
{\displaystyle -lc_{\mathrm {w} }{\frac {\partial t_{\mathrm {w} }}{\partial x}}=g{\frac {\partial h}{\partial y}}=Ka(h_{\mathrm {s} }(t_{\mathrm {w} })-h)}
ここで l, g は、単位断面積あたり流れる水量と空気量である。
Kaは水量と風量に依存し、向流型の場合には次の式で整理される。
{\displaystyle Ka\propto \left({\frac {L}{A}}\right)^{m}\left({\frac {G}{A}}\right)^{n}}
ここで A は充填物の断面積、m, n は実験的に決まる定数である。また、Ka は水温による物性の変化にも依存すると言われ、次の無次元式で整理されることもある。
{\displaystyle {\frac {Ka{d_{\mathrm {e} }}^{2}c_{\mathrm {s} }}{\lambda _{\mathrm {air} }}}\propto \left({\frac {L}{A}}{\frac {d_{\mathrm {e} }}{\nu _{\mathrm {water} }\rho _{\mathrm {water} }}}\right)^{\zeta }\left({\frac {G}{A}}{\frac {d_{\mathrm {e} }c_{\mathrm {s} }}{\lambda _{\mathrm {air} }}}\right)^{\eta }\left({\frac {d_{\mathrm {e} }}{Z}}\right)^{\theta }}
ここで
- ζ, η, θ ：実験的に決まる定数
- de：充填物の空気側水力学的相当直径
- cs：飽和空気のエンタルピーを温度で微分したもの
- λ：熱伝導率
- ρ：密度
- ν ：動粘度
- A, Z：向流型の場合は充填物の断面積、高さ

である。物性値は実用上便利なように平均水温における値などを用いる。

### 冷却能力の計算方法
冷却能力は、水量、風量、冷却水温度、大気温湿度など多くのパラメータに依存している。しかし移動単位数(NTU)という無次元数を用いると、パラメータを減らし解析を容易にすることができる。NTUには、冷却塔が出せる能力を表す有効NTU（available NTU、(NTU)a）と、温度等の仕様条件から計算される必要NTU（required NTU、(NTU)r）の2種類がある。
{\displaystyle \mathrm {(NTU)_{a}} ={\frac {KaV}{L}}}
{\displaystyle \mathrm {(NTU)_{r}} =\int _{t_{\mathrm {w,out} }}^{t_{\mathrm {w,in} }}{\frac {c_{\mathrm {w} }\mathrm {d} t_{\mathrm {w} }}{h_{\mathrm {s} }(t_{\mathrm {w} })-h}}}
ここで
- tw, in, tw, out ：冷却水の入口温度、出口温度 (℃)

解析の際には、横軸に N（水の質量流量 / 空気の質量流量）をとってそれぞれのNTUをグラフに表し、それらの交点、すなわち(NTU)a = (NTU)r となる N が実際の運転状態を表すことを利用して冷却能力などを求める。

## 運転、運用

### 冷却水温度の制御
冷却水の温度を一定に保つため各種制御が使用される。
- 送風機の速度制御 - 大気との接触効率を変化させる。
- 循環流量の制御 - 循環流量を変化させることにより大気との接触時間を変化させる。

### 白煙
冷却塔より排気される空気はほぼ飽和蒸気であるため、雨の日や冬季など、外気の相対湿度が高い場合に排気が過飽和状態となって結露し、白煙が立ち上るように見えることがある。この白煙は周囲の視界の障害となったり、火災に誤認されトラブルになる場合がある。白煙を防ぐには熱交換後の空気の相対湿度を下げてから排気することが必要であり、空気を加熱する方法や外気と混合する方法などが用いられる。

### 使用上の注意
開放型の場合は水が蒸発するので補給水が必要であり、下部に溜まった水が少なくなれば自動的に補給されるようになっている。循環する間に腐ったり、藻が発生することもあるので防腐剤や防錆剤などの薬品を投入することがある。この水が飛散すると防腐剤入りの雨が降ることになるので、古いビルの下を歩くときは注意が必要である。
既述のとおり、レジオネラ菌の発生には特に気を付けなければならず、法令（建築物環境衛生管理基準）に従い冷却塔及び冷却水の定期的な点検・清掃等が必要である。

## 日本の冷却塔メーカー
- 新日本レイキ株式会社
- 株式会社荏原シンワ
- 空研工業株式会社
- 株式会社神鋼環境ソリューション
- セイコー化工機株式会社
- ダイキン工業株式会社
- 日本スピンドル製造株式会社
- 日本ビー・エー・シー株式会社(Baltimore Aircoil Company 日本法人)
- 日立アプライアンス株式会社
- 三菱樹脂株式会社
- ＭＨＩプラントエンジニアリング株式会社
- 株式会社ＩＨＩプラントエンジニアリング
- 日本ビー・エー・シー株式会社